# List o stanie obecnym literatury polskiej
List o stanie obecnym literatury polskiej – artykuł Zygmunta Krasińskiego z 1830, zawierający przemyślenia autora na temat literatury polskiej.

## O artykule
Dzięki znajomości z profesorem Bonstettenem Krasiński zamieścił szereg artykułów w genewskim czasopiśmie Bibliothèque Universelle. W numerze lutowym ukazał się jego List o stanie obecnym literatury polskiej do Pana Bonstettena (Lettre sur l’etat actuelle de la littérature polonaise a M Bonstetten). Tekst powstał z chęci popisania się erudycją i umiejętnością budowania samodzielnych sądów, jak również z pobudek patriotycznych: zapoznania europejskiego czytelnika z historią i aktualnym stanem rozwoju literatury polskiej.
Historia literatury w ujęciu Krasińskiego to historia rozwoju poezji od Kochanowskiego do Gaszyńskiego, którego znaczenie wyraźnie przecenia. Za szczególnie ważny uważa przełom XVIII i XIX wieku i ścierające się wówczas nurty klasyczny i romantyczny. Sympatie autora są wyraźnie po stronie romantyków i ich przywódcy Mickiewicza, o którym pisze ze szczególnym upodobaniem. Zasadniczym błędem tekstu jest nieumiejętne rozłożenie akcentów i nadmierny entuzjazm prowadzący do przesady i mnożenia superlatyw w stosunku do niemal wszystkich.